# ブラッド・ソロモン
ブラッド・ソロモン（Brad Solomon, 1983年5月29日-）はアメリカ合衆国の男性プロボクサー。

## 来歴
ブラッド・ソロモンは元アマエリートである。現在プロで活躍している数多くの選手に、アマ時代に勝っているのが特徴である。例えば、デメトリアス・アンドラーデやダニー・ガルシアに勝っている。
| スタブアイコン | サブスタブ | この項目は、まだ閲覧者の調べものの参照としては役立たない、スポーツ関係者に関連した書きかけの項目です。この項目を加筆・訂正などしてくださる協力者を求めています（P:スポーツ/PJ:スポーツ人物伝）。 |